# Pierre Dithurbide
 (juillet 2023).
Si vous disposez d'ouvrages ou d'articles de référence ou si vous connaissez des sites web de qualité traitant du thème abordé ici, merci de compléter l'article en donnant les références utiles à sa vérifiabilité et en les liant à la section « Notes et références ».
Pour les articles homonymes, voir Dithurbide.
Pierre Dithurbide est un homme politique français né en 1744 à Saint-Jean-de-Luz et mort le 6 juillet 1803 à Bayonne.

## Biographie
Homme de loi à Ustaritz, il devient vice-président du directoire du département en 1790 puis député des Basses-Pyrénées de 1791 à 1792, siégeant dans la majorité. Il devient président du tribunal civil de Bayonne en 1800.